# ستيف باديلا
ستيف باديلا هو سياسي أمريكي، ولد في 1967 في سان دييغو في الولايات المتحدة. نشط حزبياً في الحزب الديمقراطي.

## وصلات خارجية
- الموقع الرسمي